# Liturgický text
Liturgický text je text schválený příslušnou náboženskou autoritou k tomu, aby byl čten, zpíván nebo recitován během bohoslužeb. Mezi liturgické texty patří například úryvky z Bible, modlitby, vyznání víry či antifony.